# Hyphodontia apacheriensis
Hyphodontia apacheriensis är en svampart som först beskrevs av Gilb. & Canf., och fick sitt nu gällande namn av Hjortstam & Ryvarden 1986. Hyphodontia apacheriensis ingår i släktet Hyphodontia och familjen Schizoporaceae.   Inga underarter finns listade i Catalogue of Life.